# Vicariato apostólico de Puerto Leguízamo-Solano
El vicariato apostólico de Puerto Leguízamo-Solano (en latín: Vicariatus Apostolicus Portus Leguizamensis-Solanensis) es una circunscripción eclesiástica de la Iglesia católica en Colombia. Se trata de un vicariato apostólico latino, inmediatamente sujeto a la Santa Sede (agregado a la provincia eclesiástica de Florencia). Desde el 21 de febrero de 2013 su vicario apostólico es el obispo Joaquín Humberto Pinzón Güiza, de los Misioneros de la Consolata.

## Territorio y organización
El vicariato apostólico tiene 58 000 km² y extiende su jurisdicción sobre los fieles católicos de rito latino residentes en: el municipio de Puerto Leguízamo en el departamento de Putumayo; el municipio de Solano en el departamento de Caquetá; y el área no municipalizada de Puerto Alegría en el departamento de Amazonas.
Su territorio limita al norte con el vicariato apostólico de San Vicente del Caguán, al oeste con la arquidiócesis de Florencia y la diócesis de Mocoa-Sibundoy, al sur con la República del Perú y el vicariato apostólico de Leticia, y al este con la diócesis de San José del Guaviare y el vicariato apostólico de Mitú.
La sede del vicariato apostólico se encuentra en la ciudad de Puerto Leguízamo, en donde se halla la Catedral de Nuestra Señora del Carmen.
En 2022 en el vicariato apostólico existían 8 parroquias:
- Divino Niño, en Puerto Leguízamo;
- Nuestra Señora de Fátima, en Puerto Ospina (Puerto Leguízamo);
- Nuestra Señora de las Mercedes, en Solano;
- Nuestra Señora del Carmen, en Puerto Leguízamo;
- Sagrado Corazón de Jesús, en La Tagua (Puerto Leguízamo);
- Puerto Alegría, en Puerto Alegría.

## Historia

### Antecedentes
En 1896 el territorio que comprende a los actuales departamentos del Caquetá, Putumayo y Amazonas fue confiado al cuidado pastoral de los misioneros capuchinos.
En 1951 fue erigido el vicariato apostólico Florencia, abarcando como jurisdicción todo el Caquetá y la zona de Puerto Leguízamo en el Putumayo. La nueva circunscripción fue encomendada a los Misioneros de la Consolata.
El 9 de diciembre de 1985, el papa Juan Pablo II erigió el vicariato apostólico de San Vicente-Puerto Leguízamo, con territorio desmembrado del vicariato apostólico de Florencia, que fue elevado a diócesis en esa misma fecha.

### Vicariato apostólico
El vicariato apostólico fue erigido el 21 de febrero de 2013 mediante la bula Caritas Domini del papa Benedicto XVI, obteniendo el territorio de los vicariatos apostólicos de San Vicente-Puerto Leguízamo (hoy diócesis de San Vicente del Caguán) y Leticia.
Joaquín Humberto Pinzón Güiza, superior regional de los padres de la Consolata en Colombia y Ecuador, fue nombrado primer vicario apostólico de Puerto Leguízamo-Solano y obispo titular de Ottocium.
El 20 de abril de 2013, en la catedral primada en Bogotá, Pinzón Güiza recibió la ordenación episcopal de manos del arzobispo de Tunja Luis Augusto Castro Quiroga, como consagrante principal, y del cardenal Rubén Salazar Gómez, arzobispo de Bogotá y de Francisco Javier Múnera Correa, vicario apostólico de San Vicente-Puerto Leguízamo. 
El 4 de mayo de 2013, en la Catedral de Nuestra Señora del Carmen de Puerto Leguízamo, Pinzón Guiza tomó posesión canónica del nuevo vicariato apostólico.

## Estadísticas
Según el Anuario Pontificio 2023 el vicariato apostólico tenía a fines de 2022 un total de 51 600 fieles bautizados.
| Año                                                                             | Población            | Población | Población      | Sacerdotes | Sacerdotes    | Sacerdotes    | Bautizados por sacerdote | Diáconos permanentes | Religiosos | Religiosos | Parroquias |
| Año                                                                             | Bautizados católicos | Total     | % de católicos | Total      | Clero secular | Clero regular | Bautizados por sacerdote | Diáconos permanentes | Varones    | Mujeres    | Parroquias |
| ------------------------------------------------------------------------------- | -------------------- | --------- | -------------- | ---------- | ------------- | ------------- | ------------------------ | -------------------- | ---------- | ---------- | ---------- |
| 2013                                                                            | 36 000               | 46 000    | 78.2           | 7          | -             | 7             | 5142                     | 1                    | 7          | 8          | 6          |
| 2014                                                                            | 49 000               | 59 000    | 83.1           | 12         | 1             | 11            | 4083                     |                      | 13         | 7          | 10         |
| 2017                                                                            | 48 540               | 58 660    | 82.7           | 13         | 1             | 12            | 3733                     |                      | 15         | 12         | 5          |
| 2020                                                                            | 48 638               | 58 600    | 83.0           | 13         | 2             | 11            | 3741                     |                      | 11         | 11         | 7          |
| 2022                                                                            | 51 600               | 63 500    | 81.3           | 15         | 4             | 11            | 3440                     |                      | 11         | 15         | 8          |
| Fuente: Catholic-Hierarchy, que a su vez toma los datos del Anuario Pontificio. |                      |           |                |            |               |               |                          |                      |            |            |            |

## Episcopologio
- Joaquín Humberto Pinzón Güiza, I.M.C., desde el 21 de febrero de 2013